# Castorano
Castorano település Olaszországban, Marche régióban, Ascoli Piceno megyében. Lakosainak száma 2223 fő (2023. január 1.). Castorano Ascoli Piceno, Castel di Lama, Colli del Tronto, Monsampolo del Tronto, Offida és Spinetoli községekkel határos.

## Népesség
A település lakossága az elmúlt években az alábbi módon változott:
| Lakosok száma | 2227 | 2344 | 2344 | 2223 |
|               | 2008 | 2017 | 2018 | 2023 |